# Электростатика
Электростатика (от др.-греч. ἤλεκτρον, «янтарь», и лат. staticus, «неподвижный») — раздел учения об электричестве, в котором изучается взаимодействие неподвижных электрических зарядов. Это взаимодействие осуществляется посредством электростатического поля.
Издавна известно, что некоторые материалы, например янтарь, притягивают лёгкие предметы (пушинки, пылинки, кусочки бумаги). Электростатические явления возникают вследствие взаимодействия электрических зарядов друг с другом. Сила данного взаимодействия описывается законом Кулона. Несмотря на то, что электростатические силы могут показаться довольно слабыми, некоторые из них, например сила взаимодействия протона и электрона в атоме водорода, на 36 порядков больше, чем действующая между ними гравитационная сила.
Существует множество примеров электростатических явлений, начиная простым притяжением воздушного шарика к шерстяному свитеру или притяжением бумаги и тонера в лазерных принтерах, заканчивая спонтанным возгоранием зернохранилища вследствие электризации зерна.
Типичные теоретические задачи электростатики — нахождение пространственного распределения потенциала по известному распределению зарядов, определение плотности заряда на поверхности проводников для заданного полного заряда этих проводников, вычисление энергии системы зарядов.

## Закон взаимодействия зарядов
Закон Кулона утверждает, что:
«Сила взаимодействия двух точечных зарядов в вакууме пропорциональна их величинам и обратно пропорциональна квадрату расстояния между ними».
Эта сила направлена вдоль прямой, соединяющей эти заряды. Если заряды имеют одинаковый знак — они отталкиваются, если разный — притягиваются. Пусть {\displaystyle r}— расстояние (в метрах) между двумя зарядами {\displaystyle Q} и {\displaystyle q}, тогда абсолютная величина силы взаимодействия {\displaystyle F} (в ньютонах) между ними будет равна:
{\displaystyle F={\frac {1}{4\pi \varepsilon _{0}}}{\frac {qQ}{r^{2}}}=k_{0}{\frac {qQ}{r^{2}}},}
где {\displaystyle \varepsilon _{0}} — электрическая постоянная вакуума, равная:
{\displaystyle \varepsilon _{0}\approx {10^{-9} \over 36\pi }\approx 8.854187817\times 10^{-12}} Ф/м.
Постоянная Кулона равна:
{\displaystyle k_{0}\approx {\frac {1}{4\pi \varepsilon _{0}}}\approx 8.987551787\times 10^{9}} Н·м2·Кл−2.
Закон Кулона применим, в частности, к случаю взаимодействия элементарных заряженных частиц. Так, для протона заряд Q = e, а для электрона q = −e. Величина е называется элементарным зарядом и равна:
{\displaystyle e\approx 1.602\ 176\ 565\times 10^{-19}} Кл.
Физические константы (ε0, k0, e) в настоящее время определены так, что ε0 и k0 точно рассчитаны, а e — измеренная величина.

## Электростатическое поле

Электрическое поле (линии со стрелками) положительного заряда (+) разделяет свободные заряды в проводниках. Явление разделения зарядов под действием электрического поля называется электростатическая индукция. Отрицательные заряды (синий) притягиваются и впоследствии перемещаются на поверхность проводника, обращённую к внешнему заряду. Положительные заряды (красный) отталкиваются и перемещаются на обратную сторону. Разделённые заряды равны и противоположны по знаку, поэтому электрические поля, созданные ими, компенсируют друг друга. Электрическое поле внутри проводников равно нулю, а потенциал — постоянная величина.

### Понятие «напряжённость поля»
Электрическое поле — векторное поле, которое может быть определено в любой точке пространства вокруг заряда, исключая точку, в которой находится заряд (где дивергенция поля равна бесконечности). Основной силовой характеристикой электрического поля является его напряжённость {\displaystyle {\vec {E}}\,}. Она равна отношению силы {\displaystyle {\vec {F}}\,}, с которой поле действует на пробный точечный заряд, к величине этого заряда {\displaystyle q\,}:
{\displaystyle {\vec {E}}={{\vec {F}} \over q}.}
Визуализировать электрическое поле удобно с помощью силовых (полевых) линий. Силовые линии начинаются на положительном заряде и заканчиваются на отрицательном. Векторы напряжённости поля являются касательными к линиям напряжённости, а плотность линий является мерой величины поля, то есть чем гуще силовые линии, тем сильнее поле в данной области пространства.

### Принцип суперпозиции полей
Если поле создаётся несколькими точечными зарядами, то на пробный заряд {\displaystyle q} действует со стороны заряда {\displaystyle Q_{i}} такая сила {\displaystyle {\vec {F}}_{i}}, как если бы других зарядов не было. Результирующая сила определится выражением:
{\displaystyle {\vec {F}}=\sum \limits _{i}{\frac {1}{4\pi \varepsilon _{0}}}{\frac {qQ_{i}}{r_{i}^{2}}}{\frac {{\vec {r}}_{i}}{|r_{i}|}}=\sum \limits _{i}{\vec {F}}_{i},}
где {\displaystyle {\vec {r}}_{i}} — вектор от заряда {\displaystyle Q_{i}} к заряду {\displaystyle q}, а {\displaystyle {\frac {{\vec {r}}_{i}}{|r_{i}|}}} — единичный вектор в том же направлении, характеризующий направление поля. Так как {\displaystyle {\vec {F}}=q{\vec {E}},} то {\displaystyle {\vec {E}}} — результирующая напряжённость поля в точке, где расположен пробный заряд {\displaystyle q}, — также подчиняется принципу суперпозиции:
{\displaystyle {\vec {E}}={\vec {E}}_{1}+{\vec {E}}_{2}+...=\sum \limits _{i}{\vec {E}}_{i}}.

### Теорема Гаусса
Теорема Гаусса утверждает, что поток вектора электрической индукции {\displaystyle {\vec {D}}} через любую замкнутую поверхность {\displaystyle S} пропорционален суммарному свободному электрическому заряду, заключённому внутри этой поверхности. Утверждение можно записать в виде уравнения:
{\displaystyle \oint \limits _{S}{\vec {D}}\cdot d{\vec {s}}=\int \limits _{V}\rho dv,}
где {\displaystyle d{\vec {s}}} — элемент поверхности {\displaystyle S}, {\displaystyle \rho } — объёмная плотность свободного заряда, {\displaystyle dv=dx\ dy\ dz} — элемент объёма. Используя формулу Гаусса — Остроградского, можно записать данное уравнение в дифференциальной форме:
{\displaystyle {\vec {\nabla }}\cdot {\vec {D}}=\varepsilon _{0}{\vec {\nabla }}\cdot \varepsilon {\vec {E}}=\rho .}
Здесь {\displaystyle \varepsilon } — диэлектрическая проницаемость среды, вообще говоря, зависящая от координат. 

## Потенциал электростатического поля
В основе электростатики лежит допущение того, что электростатическое поле {\displaystyle {\vec {E}}} является потенциальным (безвихревым):
{\displaystyle {\vec {\nabla }}\times {\vec {E}}=0.}
Из этого допущения, согласно одному из уравнений Максвелла следует полное отсутствие изменяющихся во времени магнитных полей: {\displaystyle \partial {\vec {B}}/\partial t=0}. Однако, электростатика не требует отсутствия магнитных полей или электрических токов. Скорее, если магнитные поля или электрические токи существуют, то они не должны изменяться во времени, или, по крайней мере, должны изменяться очень медленно.

### Работа электрического поля

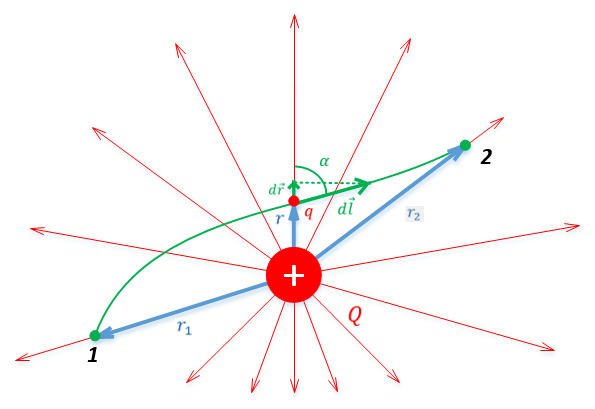
Работа кулоновских сил при перемещении заряда зависит только от расстояний и начальной и конечной точек траектории.

Из механики известно определение элементарной работы:
{\displaystyle dA={\vec {F}}d{\vec {\ell }}.}
Тогда, с учётом закона Кулона, работа, совершаемая полем заряда {\displaystyle Q}, при перемещении пробного заряда {\displaystyle q} равна:
{\displaystyle dA={F}d{\ell }\cos \alpha ={\frac {1}{4\pi \varepsilon _{0}}}{\frac {qQ}{r^{2}}}d\ell \cos \alpha .}
Так как {\displaystyle dr=d\ell \cos \alpha }, то интегрируя элементарную работу по {\displaystyle dr} получают:
{\displaystyle A=\int \limits _{r_{1}}^{r_{2}}{\frac {1}{4\pi \varepsilon _{0}}}{\frac {qQ}{r^{2}}}d\ell \cos \alpha ={\frac {qQ}{4\pi \varepsilon _{0}}}\int \limits _{r_{1}}^{r_{2}}{\frac {dr}{r^{2}}}={\frac {qQ}{4\pi \varepsilon _{0}}}\left({{\frac {1}{r_{1}}}-{\frac {1}{r_{2}}}}\right).}

### Понятие «потенциал поля»
Электростатическое поле потенциально, кулоновские силы — консервативные, а работа консервативных сил может быть представлена как убыль потенциальной энергии, то есть:
{\displaystyle A=W_{1}-W_{2}=-\Delta W.}
Таким образом, потенциальная энергия точечного заряда {\displaystyle q} в поле, созданном зарядом {\displaystyle Q}, определяется как
{\displaystyle W=k_{0}{\frac {qQ}{r}}.}
Если исследовать электростатическое поле заряда {\displaystyle Q} различными пробными зарядами {\displaystyle q_{0}}, отношение
{\displaystyle {\frac {W}{q_{0}}}=k_{0}{\frac {Q}{r}}}
будет одинаковым для различных пробных зарядов, и это отношение называется потенциал. Потенциал является энергетической характеристикой электростатического поля, характеризующей потенциальную энергию {\displaystyle W}, которой обладает единичный положительный пробный заряд {\displaystyle q_{0}}, помещённый в данную точку поля:
{\displaystyle \phi ={\frac {W}{q_{0}}}.}
Поскольку предполагается, что поле {\displaystyle {\vec {E}}} является безвихревым, его можно описать с помощью градиента потенциала. Электрическое поле направлено из области с высоким электрическим потенциалом в области с более низким. Математически это можно записать как
{\displaystyle {\vec {E}}=-{\vec {\nabla }}\phi .}
Используя формулу Гаусса—Остроградского можно показать, что разность потенциалов, так же известная как напряжение, представляет собой работу, совершаемую полем, при перемещении единичного заряда из точки {\displaystyle a} в точку {\displaystyle b}:
{\displaystyle \int \limits _{a}^{b}{{\vec {E}}\cdot \mathrm {d} {\vec {\ell }}}=\phi (a)-\phi (b)=U.}

### Уравнения Пуассона и Лапласа
Определение электростатического потенциала в сочетании с дифференциальной формой закона Гаусса (выше) даёт зависимость между потенциалом {\displaystyle \phi } и плотностью заряда {\displaystyle \rho } в допущении однородности диэлектрика ({\displaystyle \varepsilon =\,}const):
{\displaystyle {\nabla }^{2}\phi =-{\rho  \over \varepsilon \varepsilon _{0}}.}
Это соотношение является формой уравнения Пуассона. При отсутствии свободного электрического заряда (когда объёмная плотность заряда равна нулю) уравнение становится уравнением Лапласа:
{\displaystyle {\nabla }^{2}\phi =0.}
Уравнение Пуассона (Лапласа) служит для расчётов распределения потенциала в пространстве при заданных значениях потенциалов поверхностей всех электродов системы.

## Трибоэлектрический эффект

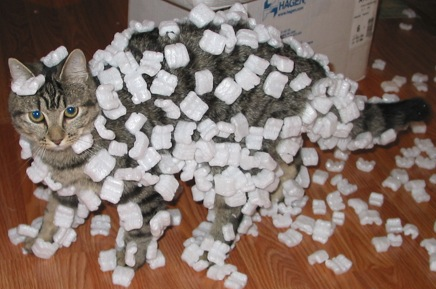
Трибоэлектрический эффект вызывает накопление электрического заряда на поверхности меха вследствие движений кошки. Электрическое поле заряда вызывает поляризацию молекул пенополистирола вследствие электростатической индукции, что приводит к притяжению лёгких пластиковых кусочков к заряженному меху.

Трибоэлектрический эффект представляет собой тип контактной электризации, при котором некоторые материалы приобретают заряд, когда они приводятся в контакт с другими материалами и затем разделяются. Один из материалов заряжается положительно, а другой приобретает отрицательный заряд. Полярность и величина создаваемых зарядов различаются в зависимости от материала, шероховатости поверхности, температуры, деформации и других свойств. 
Например, янтарь можно положительно зарядить при трении о шерсть. Это свойство, впервые описанное Фалесом Милетским, было первым электрическим явлением, исследованным людьми. Другие примеры материалов, которые могут получить заряд при трении включают стекло, потёртое о шёлк, и твёрдый каучук, потёртый о мех. Этот эффект также является причиной статического прилипания в одежде.

## Некоторые исторические детали
Основы электростатики были заложены работами Кулона — хотя за десять лет до него такие же результаты, даже с ещё большей точностью, получил Кавендиш. Результаты работ Кавендиша хранились в семейном архиве и были опубликованы только спустя сто лет; найденный последним закон электрических взаимодействий дал возможность Грину, Гауссу и Пуассону создать законченную в математическом отношении теорию. Самую существенную часть электростатики составляет теория потенциала, созданная Грином и Гауссом. Очень много опытов по электростатике было выполнено Рисом, его книги составляли в XIX веке время главное пособие при изучении этих явлений.
Закон Кулона и результаты других опытов по электростатике, в сочетании с опытами Фарадея и Ампера в сфере магнитных явлений, создали эмпирический базис, на основе которого Дж. Максвелл сформулировал четыре уравнения, носящие его имя, ставшие фундаментальными уравнениями электромагнетизма. 